# Planeta circumbinario

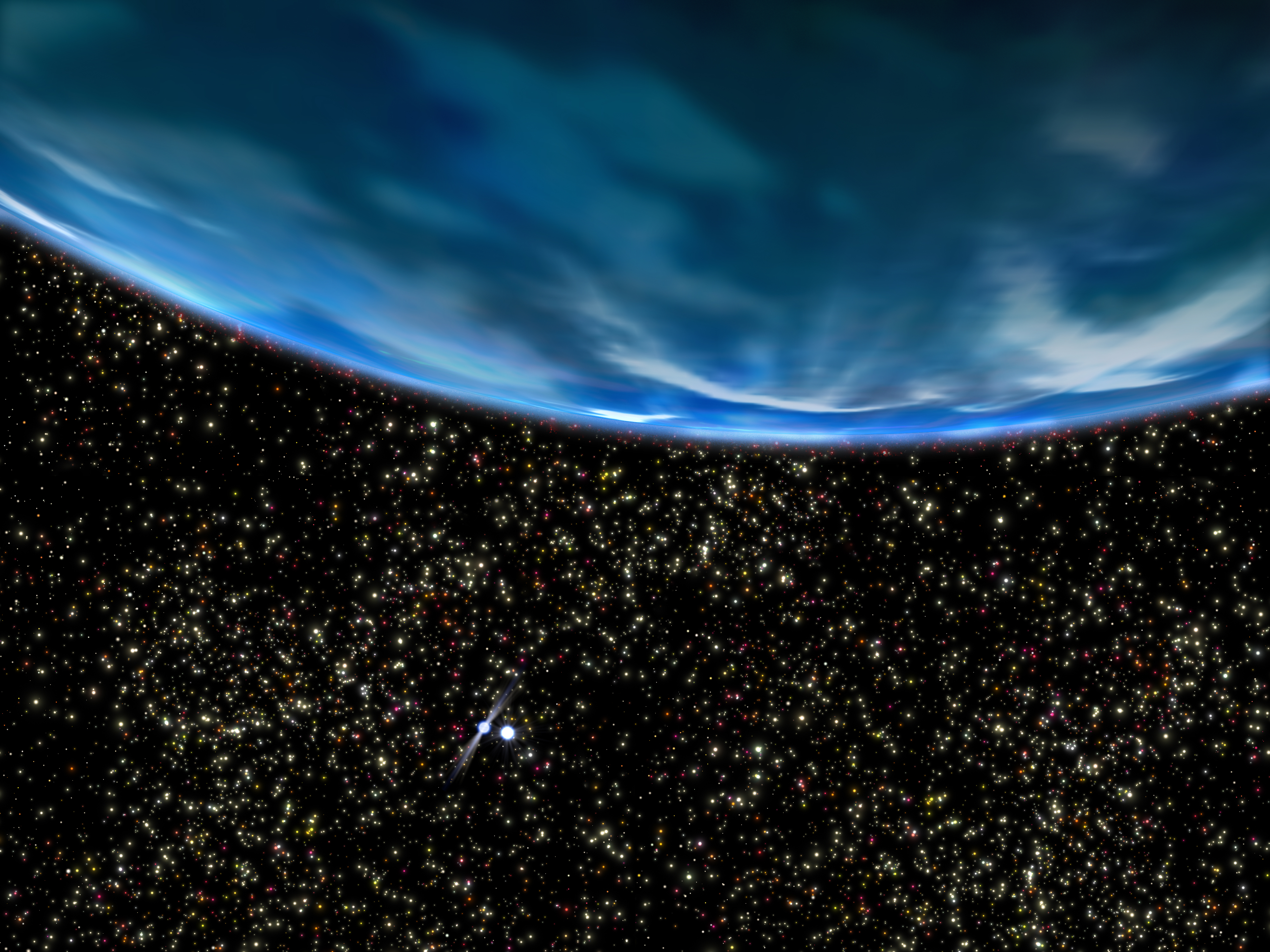
Impresión artística del planeta gigante en órbita alrededor del sistema binario PSR B1620-26, que contiene un púlsar y una enana blanca, y está situado en el cúmulo globular M4.

Un planeta circumbinario es un planeta que orbita alrededor de dos estrellas en lugar de una sola. Debido a la proximidad y la órbita de algunas estrellas binarias, la única manera de que se formen planetas es que lo hagan por fuera de la órbita de las dos estrellas.
En la actualidad, a fecha de 15 de octubre de 2012, sólo hay 16 sistemas confirmados de planetas circumbinarios: PSR B1620-26, HW Virginis, Kepler-16, Kepler-34, Kepler-35, Kepler-38, Kepler-47, Ross 458, NY Vir, UZ For, RR Cae, HU Aqr, DP Leonis, NN Serpentis, NSVS 14256825 y PH1.

## Observaciones y descubrimientos

### Planetas confirmados
El primer planeta extrasolar circumbinario confirmado se encuentra en órbita alrededor del sistema PSR B1620-26, que contiene una púlsar de milisegundos y una enana blanca y se encuentra en el cúmulo globular M4. La existencia del tercer cuerpo fue comunicado por primera vez en 1993, y se ha sugerido la existencia de este planeta sobre la base de 5 años de datos observacionales. En 2003, el planeta fue caracterizado por tener 2,5 veces la masa de Júpiter en una órbita de baja excentricidad con un semieje mayor de 23 UA
Anunciado en 2008, el sistema eclipsante binario HW Virginis, que comprende una estrella subenana B y una enana roja, fue considerado como el centro de un sistema planetario. Los planetas interior y exterior tienen masas mayores de 8,47 y 19,23 veces la masa de Júpiter, respectivamente, y tienen periodos orbitales de 9 y 16 años. El planeta externo es lo suficientemente masivo que puede ser considerado como una enana marrón de acuerdo con algunas definiciones del término, pero los descubridores alegan que la configuración orbital implica que se formó como un planeta de un disco circumbinario. Ambos planetas pueden haber tenido acreción de masa adicional cuando la estrella principal perdió material durante su fase de gigante roja.

### Otras observaciones

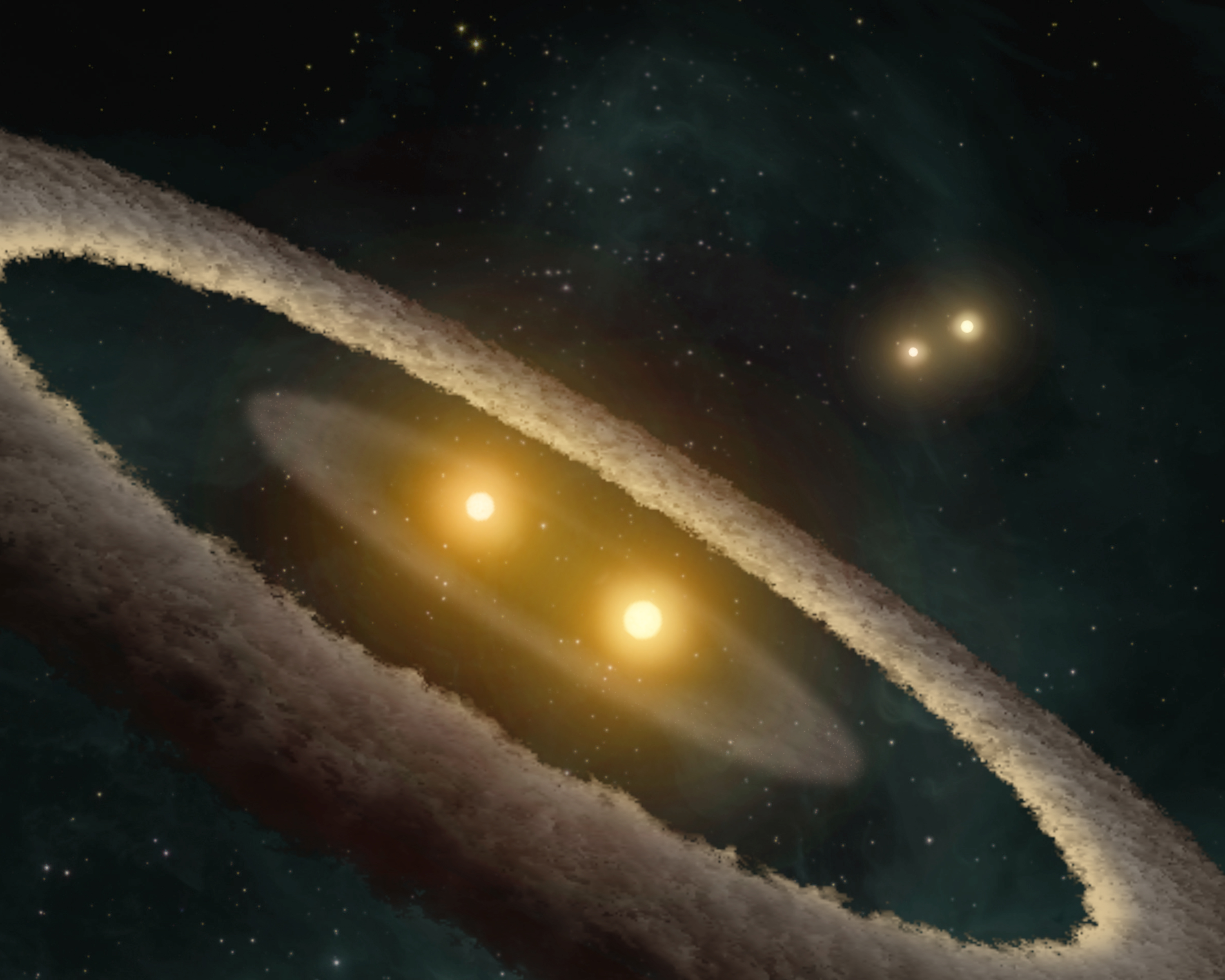
El sistema de estrellas binarias HD 98800 B está rodeado por un disco que puede encontrarse en el proceso de formación de planetas. HD 98800 B es, en sí mismo, miembro de un sistema estelar cuádruple.

Se anunció en 1999 un planeta descubierto a través de un sistema de microlente astronómica, en órbita alrededor del par binario próximo MACHO-1997-BLG-41. Se dice que el planeta está en una órbita amplia alrededor de las dos enanas rojas compañeras, pero los autores se retractaron más tarde, pues después se vio que la detección podría ser mejor explicada por el movimiento orbital de las propias estrellas del sistema binario.
Se han hecho varios intentos para detectar planetas alrededor del sistema binario eclipsante CM Draconis, que a su vez forma parte del sistema triple GJ 630.1. Ena binaria eclipsante se han reconocido planetas en tránsito, pero las detecciones que se hicieron no eran concluyentes y, finalmente, se descartó la existencia de todos los candidatos a planetas Más recientemente, se han hecho esfuerzos para detectar las variaciones con el tiempo de los eclipses de estrellas causadas por el movimiento reflejo asociado con un planeta en órbita, pero en la actualidad ningún descubrimiento ha sido confirmado. La órbita de las estrellas binarias es excéntrica, lo cual es normal para un sistema binario pues las fuerzas de marea deberían haber circularizado la órbita. Esto puede indicar la presencia de un planeta masivo o enana marrón en órbita alrededor de la pareja cuyos efectos gravitatorios mantienen la excentricidad de la binaria.
Se han encontrado discos circumbinarios que pueden indicar procesos de formación de planetas alrededor de varias estrellas, y de hecho son comunes alrededor de sistemas binarios con separaciones de menos de 3 UA. Un ejemplo notable es el sistema HD 98800, que consta de dos pares de estrellas binarias separadas por alrededor de 34 UA. El subsistema binario HD 98800 B, que consiste en dos estrellas de 0,70 y 0,58 masas solares en una órbita muy excéntrica con semieje mayor 0,983 UA, está rodeado por un disco de polvo complejo que está siendo deformado por los efectos gravitacionales de las órbitas estelares mutuamente inclinadas y excéntricas. El otro subsistema binario, HD 98800 A, no se asocia con cantidades significativas de polvo.
El 15 de septiembre de 2011, unos astrónomos anunciaron el descubrimiento de un planeta real que gira alrededor de dos soles. El planeta, llamado Kepler-16b, está a unos 200 años luz de la Tierra, en la constelación del Cisne, y se cree que es un mundo congelado de roca y gas, del tamaño de Saturno. Orbita alrededor de dos estrellas que están dando vueltas entre sí, una de ellas con una tamaño aproximado de dos tercios del de nuestro sol, y la otra con alrededor de un quinto del tamaño de nuestro sol. Cada órbita tiene 229 días, mientras que Kepler-16b orbita el centro de masas del sistema cada 225 días. Las estrellas se eclipsan entre sí, aproximadamente cada tres semanas. Los científicos hicieron el descubrimiento a través de nave espacial Kepler de la NASA, que fue lanzada en 2009 y ha sido una fuerza impulsora en la reciente explosión en el descubrimiento de planetas lejanos.

## Lista de planetas circumbinarios

### Planetas confirmados
| Sistema estelar | Planeta | Masa mínima (masas de Júpiter) | Semieje mayor (UA) | Periodo orbital (años) | Descubierto |        |
| --------------- | ------- | ------------------------------ | ------------------ | ---------------------- | ----------- | ------ |
| PSR B1620-26    | b       | 2,5                            | 23                 | 100                    | 2003        |        |
| HD 202206       | c       | 2,44                           | 2,55               | 3,79                   | 2005        |        |
| HW Virginis     | c       | 8,47 ± 0,42                    | 3,62 ± 0,52        | 9,08 ± 0,22            | 2008        |        |
| HW Virginis     | b       | 19,23 ± 0,24                   | 5,30 ± 0,23        | 15,84 ± 0,14           | 2008        |        |
| DP Leonis       | b       | 6,28 ± 0,58                    | 8,6                | 23,8                   | 2009        |        |
| NN Serpentis    | c       | 6,91 ± 0,54                    | 5,38 ± 0,2         | 5660 ± 165             | 2010        |        |
| NN Serpentis    | d       | 2,28 ± 0,38                    | 3,39 ± 0,1         | 2830 ± 130             | 2010        | [ 18 ] |
| Kepler-16       | b       | 0,333 ± 0,016                  | 0,7048 ± 0,0011    | 0,6266 ± 0,0001        | 2011        | [ 19 ] |
| Kepler-34       | b       | 0.220                          | 1.0896             | 288.82                 | 2012        | [ 20 ] |
| Kepler-47       | b       | <2.7                           | 0.295              | 49.514                 | 2012        | [ 21 ] |
| Kepler-47       | c       | <17                            | 0.989              | 303.158                | 2012        | [ 21 ] |

### No confirmados o dudosos
| Sistema estelar   | Objeto planetario   | Masaa (masas de Júpiter) | Semieje mayor (UA) | Periodo orbital (años) | Descubierto |
| ----------------- | ------------------- | ------------------------ | ------------------ | ---------------------- | ----------- |
| MACHO-1997-BLG-41 | MACHO-1997-BLG-41 b | ~3                       | ~7                 | ?                      | 1999        |

## Ficción
- En la serie Star Wars, el planeta Tatooine orbita en torno a un sistema binario muy próximo.
- En la serie Doctor Who, el planeta Gallifrey orbita en torno a un sistema estelar binario.
- En la serie de videojuegos Star Fox, los planetas orbitan en torno a Lylat y Solar (una  enana roja de clase M)
- En la novela Solaris, el planeta que da título a la obra orbita alrededor de dos soles.El planeta posee una órbita estable, lo que es imposible para los científicos del hipotético futuro en el que transcurre. Esta violación de las teorías es lo que atrae la investigación sobre ese planeta descubriéndose fenómenos aún más sorprendentes.[22]
- En La Película K-Pax,  el protagonista, Prot, afirma y demuestra usando los sistemas de proyección y cálculo de un planetario que su planeta de origen, homónimo a la película gira en órbita estable alrededor de las estrellas Ágape y Satori de la constelación que "nosotros llamamos Lyra".